# Pseudodiamesa oliveri
Pseudodiamesa oliveri är en tvåvingeart som beskrevs av Makarchenko 1989. Pseudodiamesa oliveri ingår i släktet Pseudodiamesa och familjen fjädermyggor. Inga underarter finns listade i Catalogue of Life.